# Завтрак на траве (фильм, 1979)
«За́втрак на траве́» — советский музыкальный художественный двухсерийный телефильм, снятый в 1979 году режиссёром Николаем Александровичем по мотивам рассказов Анатолия Черноусова. Первоначальное название фильма было «Будь готов!», но впоследствии его переименовали, вероятно, по одноимённой картине Клода Моне из альбома импрессионистов.

## Сюжет
Молодой рабочий Иван Николаевич Ковалёв готовится к поступлению в институт. Его друг Сергей Павлович агитирует Ивана заниматься этой подготовкой в пионерском лагере в роли пионервожатого, где для этого якобы есть все необходимые условия. Иван соглашается, но уже через несколько дней сильно жалеет о своём решении: пионеры не хотят вовремя ложиться спать и игнорируют распорядок дня, а о покое и возможности позаниматься приходится только мечтать. Справиться с ними может только опытная учительница — педагог отряда Анна Петровна. Вдобавок ко всему группа ребят сбегает из лагеря в лес, где они пекут картошку в золе и поют песни. За это им грозит исключение из пионерлагеря. Иван решает отложить свою учёбу, взять на поруки ребят и включиться в пионерскую жизнь. Он на равных принимает участие в повседневной жизни своего отряда и завоёвывает авторитет.

## В ролях
| Актёр                                                                       | Роль                                  |
| --------------------------------------------------------------------------- | ------------------------------------- |
| Сергей Проханов                                                             | пионервожатый Иван Николаевич Ковалёв |
| Валентина Талызина                                                          | воспитатель Анна Петровна             |
| Татьяна Лебедькова                                                          | пионервожатая Ирина                   |
| Людмила Гравес (в титрах — Люся Гравес. Озвучивает и поёт — Вера Глаголева) | пионерка Люда Пинигина                |
| Максим Широков                                                              | Дима Мурашкин                         |
| Саша Коптев                                                                 | Юра Ширяев                            |
| Игорь Князев                                                                | Муханов                               |
| Саша Жданов                                                                 | Анохин                                |
| Таня Самсонова                                                              | Модница                               |
| Александр Демьяненко (озвучивает Борис Иванов)                              | начальник пионерлагеря Василь Василич |
| Геннадий Ялович (озвучивает Владимир Ферапонтов)                            | физрук Филимонов                      |
| Владимир Новиков (озвучивает Александр Белявский)                           | старший пионервожатый Сергей Павлович |
| Ирина Юревич                                                                | Зоя                                   |

## Съёмочная группа
- Автор сценария и стихов — Михаил Львовский
- Композитор — Владимир Шаинский
- Режиссёр-постановщик — Николай Александрович
- Оператор-постановщик — Владимир Брусин
- Художник-постановщик — Юрий Углов
- Балетмейстер — Геннадий Абрамов
- Пантомима — Илья Рутберг

## Дополнительная информация
- Танцевальные номера и пластические зарисовки исполняют участники детского хореографического коллектива Государственного Академического ансамбля народного танца СССР под руководством Игоря Моисеева.

## Песни в фильме
| Название песни         | Вступительные слова | Исполнитель                                             |
| ---------------------- | --- | ------------------------------------------------------- |
| Рыбка золотая          | Насажу я на крючок хитрую наживку. Очень хочется поймать золотую рыбку.                                                               | Евгений Головин и ВИА «Шестеро молодых»                 |
| Жара                   | В нашем лагере с утра-ра-ра невозможная жара-ра-ра.                                                                                   | Детский хор Большого театра СССР                        |
| Где живёшь ты на свете | Если вам прощаться не с кем, если некого встречать, в небесах луна без блеска, словно круглая печать.                                 | Евгений Головин и Галина Лушина                         |
| Картошка               | Сколько раз на привале мы картошку пекли, пировать пировали, разговоры вели.                                                          | Детский хор Большого театра СССР, ВИА «Шестеро молодых» |
| Между нами, дикарями   | Между нами, дикарями, говоря, спать в кровати — только тратить время зря.                                                             | Детский хор Большого театра СССР, ВИА «Шестеро молодых» |
| Пожалуйста, не жалуйся | У похода есть начало, а конца походу нет. Мы прошли дорог немало, но огромен белый свет.                                              | Детский хор Большого театра СССР, ВИА «Шестеро молодых» |
| Солдат молоденький     | Зелёный цвет у наших трав некошеных и у лесов, шумящих сотни лет. Солдат молоденький в пилотке новенькой — у гимнастёрки тот же цвет. | Владимир Ферапонтов и ВИА «Шестеро молодых»             |
| Если в лагере дожди    | Ты весёлого не жди-жди-жди, если в лагере дожди-жди-жди.                                                                              | Детский хор Большого театра СССР                        |
| Мне снится мой город   | За то, что с дорогою связана грусть, никто осуждать нас не вправе.                                                                    | Евгений Головин и Галина Лушина                         |
| Ловись, ловись         | Ловись, ловись, ловись, рыбка большая-большая. Мы устали, мы устали, мы устали, по лесу шагая.                                        | Детский хор Большого театра СССР и Валентина Талызина   |